# Ania Dąbrowska
Anna Monika Dąbrowska (ur. 7 stycznia 1981 w Chełmie) – polska piosenkarka, kompozytorka, autorka tekstów i producentka muzyczna. Członkini Akademii Fonograficznej ZPAV.
Za debiutancki album Samotność po zmierzchu (2004) zdobyła uznanie krytyki i publiczności. Na kolejnej płycie, Kilka historii na ten sam temat (2006), nawiązała do tradycji polskiej muzyki lat 60., co kontynuowała na kolejnych dwóch krążkach. Wydała łącznie sześć albumów studyjnych, z których pięć trafiło na pierwsze miejsce listy sprzedaży w Polsce i uzyskało status platynowych; Dla naiwnych marzycieli zdobył status podwójnie platynowej płyty. Do 2011 łączna sprzedaż jej płyt w Polsce przekroczyła liczbę 250 tys. egzemplarzy.
Laureatka dziewięciu Fryderyków (34 nominacje).

## Życiorys
Urodziła się 7 stycznia 1981 w Chełmie. Ma siostrę Martę. Gdy miała 11 lat, zmarł ich ojciec.
Jako nastolatka rozpoczęła edukację muzyczną. Uczęszczała do I Liceum Ogólnokształcącego im. Stefana Czarnieckiego w Chełmie i szkoły muzycznej w klasie kontrabasu. Studiowała psychologię w Szkole Wyższej Psychologii Społecznej w Warszawie.
Przez pewien okres grała na gitarze basowej i była wokalistką zespołu 4 Pory RoQ, z którym brała udział w konkursach muzycznych. Wystąpiła m.in. na Festiwalu Poezji Śpiewanej i Festiwalu Piosenki Francuskiej. W 2002 uczestniczyła w programie rozrywkowym Polsatu Idol. Następnie współpracowała z Andrzejem Smolikiem i Krzysztofem Krawczykiem, nagrywając chórki do ośmiu piosenek na płytę Krawczyka ...Bo marzę i śnię. W 2003 została zaproszona do udziału w Projekcie SI 031, w ramach którego udzieliła się wokalnie w trzech piosenkach i wzięła udział w nagraniu teledysku „Trzynastka”. W tym samym roku do rozgłośni radiowych trafił jej pierwszy singel, „I See”, który zdobył jednak dość umiarkowaną popularność.

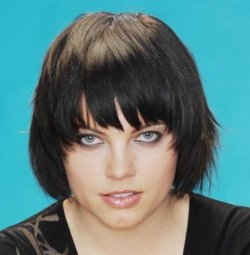
Dąbrowska (2008)

Na początku 2004 wydała debiutancki album studyjny pt. Samotność po zmierzchu, za którego produkcję odpowiadał Bogdan Kondracki. Za album otrzymała dobre recenzje, a jego premierę poprzedziła wydaniem singla „Tego chciałam”, który stał się przebojem. W tym samym roku wystąpiła z utworem „Glory” w konkursie „Premier” na festiwalu w Opolu. Kolejne przebojowe single, „Charlie, Charlie” i „Inna”, umocniły jej pozycję na rynku muzycznym, a za sprzedaż Samotności... w nakładzie ponad 40 tys. egzemplarzy uzyskała status złotej płyty. Dzięki wysokiej sprzedaży debiutanckiego albumu wystąpiła podczas festiwalu TOPtrendy 2005, na którym wykonała trzy piosenki: „Tego chciałam”, „Tylko słowa zostały” i „Charlie, Charlie”. Również w 2005 zdobyła nagrodę As Empiku oraz trzy Fryderyki.  W 2006 udzieliła się wokalnie na albumie projektu Silver Rocket pt. Unhappy Songs i zagrała w dwóch teledyskach promującej tę płytę.
W październiku 2006 wydała drugi solowy album pt. Kilka historii na ten sam temat, który był nawiązaniem do polskiej muzyki popularnej przełomu lat 60. i 70. XX wieku. Album promowała singlami: „Trudno mi się przyznać” i „Czekam...”, które zyskały dużą popularność. Za album zebrała przychylne recenzje, a półtora miesiąca po jego premierze uzyskała za niego certyfikat platynowej płyty, sprzedając go w nakładzie 50 tys. sztuk. Dzięki sukcesowi drugiej płyty wystąpiła w czołówce festiwalu TOPtrendy 2007, a także zdobyła nagrodę w kategorii „Album roku” podczas gali Eska Music Awards i była nominowana do Europejskiej Nagrody Muzycznej MTV dla najlepszego polskiego wykonawcy. W październiku 2007 rozpoczęła trasę koncertową, która zbiegła się z wydaniem dwupłytowej reedycji albumu pt. Kilka historii na ten sam temat.

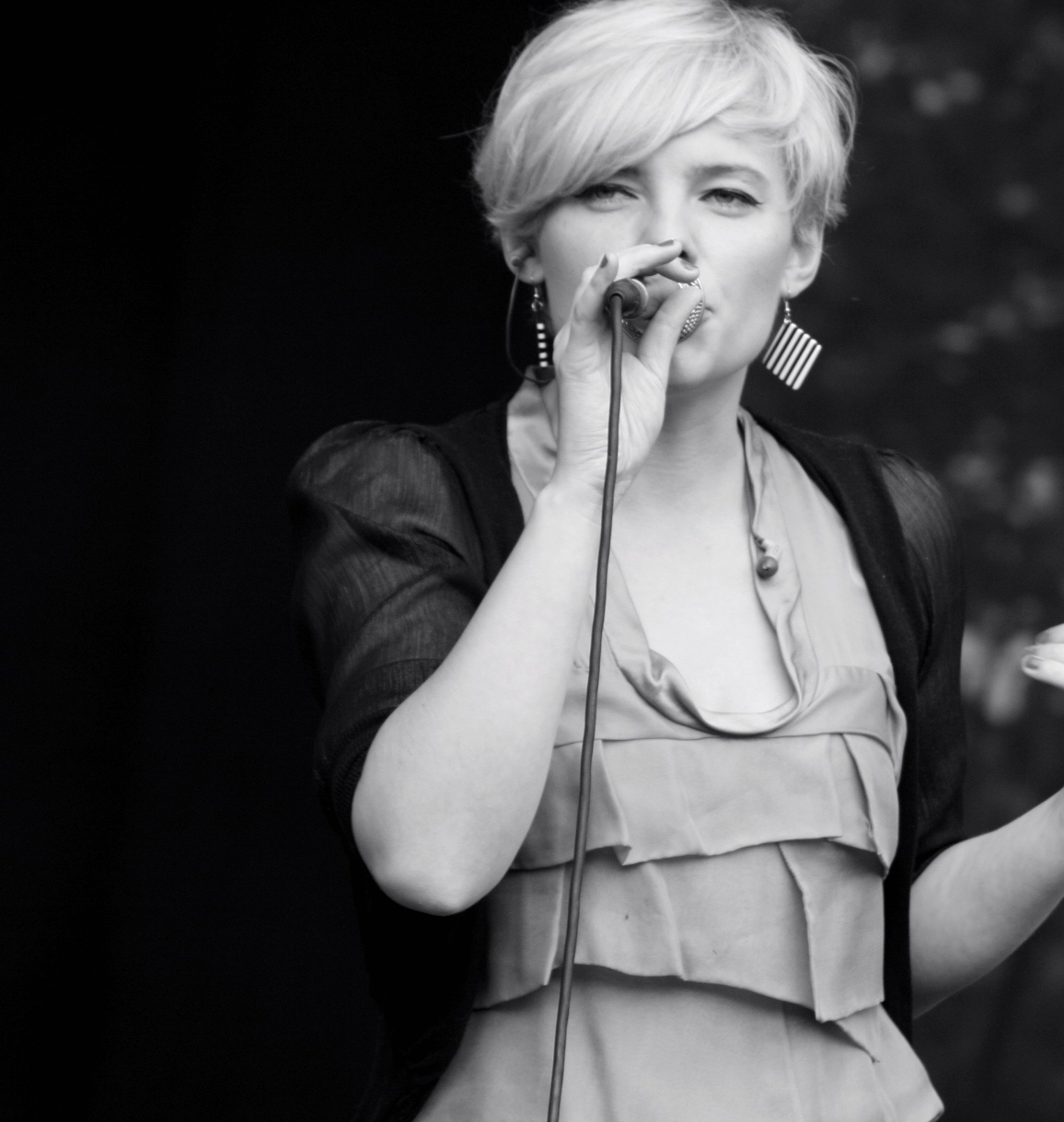
Dąbrowska (2009)

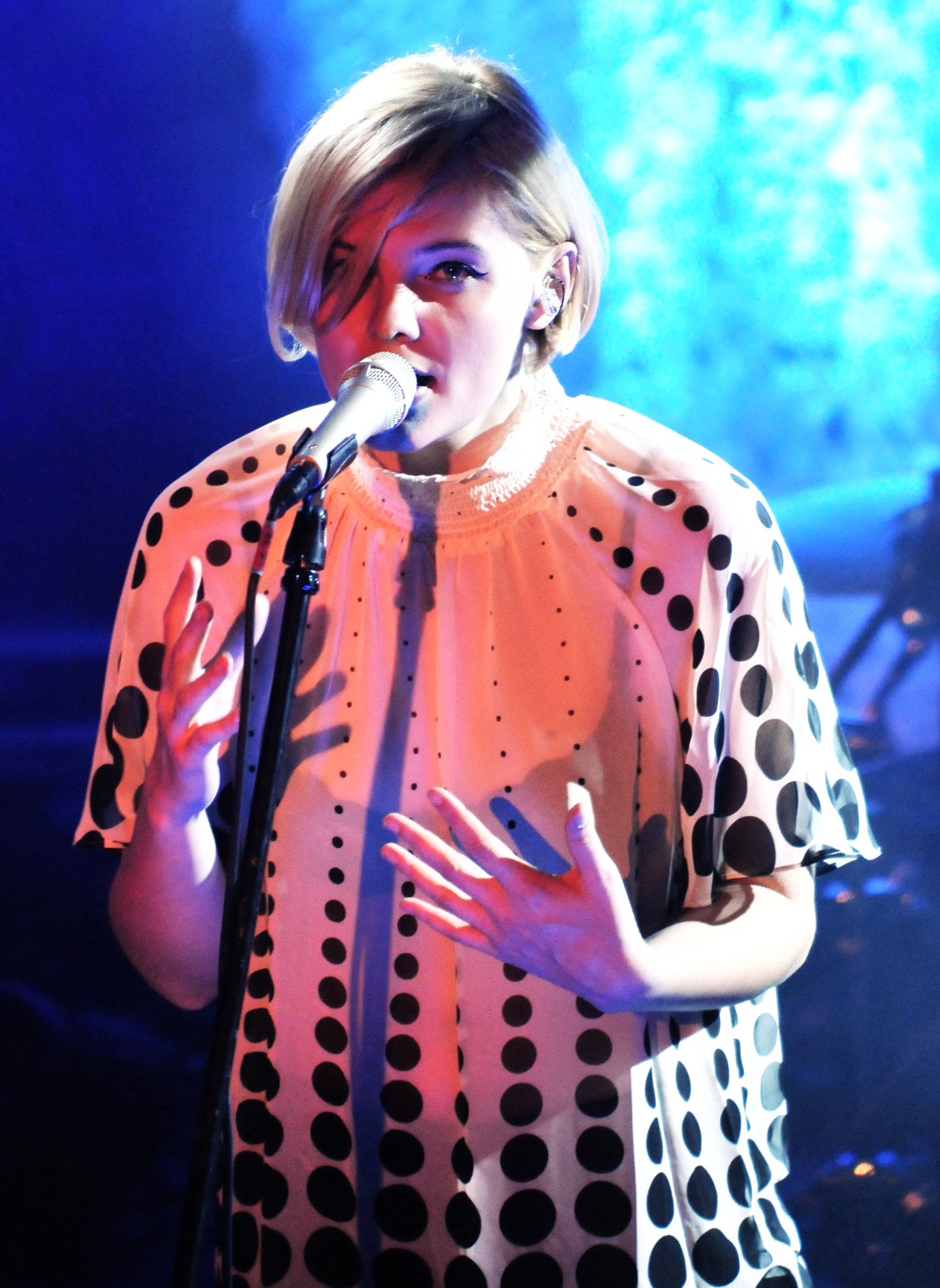
Dąbrowska podczas koncertu w Sopocie (2009)

W czerwcu 2008 wydała trzeci album studyjny pt. W spodniach czy w sukience?, nad którym pracowała m.in. z Leszkiem Możdżerem i Danielem Bloomem. Albumem kontynuowała tematykę retro i styl lat 60., co stało się wówczas znakiem rozpoznawczym jej twórczości. Album okazał się kolejnym sukcesem komercyjnym (po czterech dniach uzyskał status złotej płyty, a później również platynowej), a także artystycznym, choć opinie krytyków na temat płyty były podzielone. Na pierwszy utwór promujący album wybrała „Nigdy więcej nie tańcz ze mną”, który odniósł sukces na listach przebojów i z którym wzięła udział w konkursie na Polski Hit Lata podczas Sopot Hit Festiwalu. Drugim singlem został tytułowy utwór, a trzecim „Smutek mam we krwi”, natomiast album przekroczył nakład 50 tys. sztuk. Jesienią wyruszyła w trasę sponsorowaną przez markę Nissan Micra. W 2009 otrzymała osiem nominacji do Fryderyków 2009, jednak nie zdobyła żadnej statuetki. Dzięki wysokiej sprzedaży W spodniach czy w sukience? wystąpiła na festiwalu TOPtrendy 2009. Po raz czwarty otrzymała też nominację do nagrody MTV dla najlepszego polskiego wykonawcy oraz nawiązała współpracę z francuską grupą Nouvelle Vague, z którą nagrała cover utworu „Johnny and Mary” Roberta Palmera (umieszczony później na polskiej edycji albumu zespołu pt. 3). Jesienią wydała singiel „Nigdy nie mów nigdy”, promujący film Wojciecha Pacyny o tym samym tytule.
W kwietniu 2010 wydała album pt. Ania Movie, na który nagrała covery piosenek z klasycznych filmów i seriali. Jak zapowiedziałą, była to jej ostatnia płyta utrzymana w stylu retro. Album okazał się kolejnym sukcesem, utrzymując się przez siedem tygodni z rzędu na szczycie listy OLiS, i przekroczył nakład 50 tys. egzemplarzy. Pierwszy teledysk powstał do piosenki „Bang Bang (My Baby Shot Me Down)” z repertuaru Cher, a drugi do „Silent Sigh” z filmu Był sobie chłopiec. Planowana na wiosnę trasa promocyjna została przesunięta na jesień i zimę 2010 z powodu katastrofy pod Smoleńskiem oraz stanu zdrowia piosenkarki.
W 2011 była jedną z trenerek w pierwszej edycji programu rozrywkowego TVP2 The Voice of Poland. W 2012 wydała album pt. Bawię się świetnie, za który w niecałe dwa miesiące od premiery uzyskała status platynowej płyty. Album promowała singlami: „Bawię się świetnie” i „Jeszcze ten jeden raz”. Udzieliła się również wokalnie w piosence „Niebieski parasol” umieszczonej na albumie Krzysztofa „Kielicha” Kieliszkiewicza pt. Dziecko szczęścia.
4 marca 2016 wydała album Dla naiwnych marzycieli. W czerwcu 2016 na Krajowym Festiwalu Polskiej Piosenki w Opolu otrzymała nagrodę Super Jedynkę w kategorii Super Artystka Roku. Otrzymała również nominację w kategorii Album Roku. Pod koniec września 2016 otrzymała nominację do nagród MTV Europe Music Awards 2016 w kategorii Najlepszy polski wykonawca. Na początku 2017 wydała singiel „Porady na zdrady (Dreszcze)”, który nagrała w ramach promocji komedii romantycznej Ryszarda Zatorskiego Porady na zdrady. 10 listopada 2017 wydała album kompilacyjny pt. The Best of, na którym umieściła swoje największe przeboje oraz premierowy singiel Z Tobą nie umiem wygrać. Utwór dotarł do pierwszego miejsca na liście AirPlay, a sam album – do trzeciego miejsca w notowaniu OLiS. We wrześniu 2018 wydała singiel Serce nie sługa promujący film o tym samym tytule. W 2019 wystąpiła podczas koncertu „Od Opola do Opola” na 56. KFPP w Opolu, a pod koniec roku wydała utwór „Gdy wiem że jesteś”, nagrany do filmu 1800 gramów przy współpracy z GrubSonem. Również w 2019 roku otrzymała honorowy tytuł Ambasadora Województwa Lubelskiego. W 2020 przy współpracy z Gromee oraz raperem AbradAb wydała utwór „Powiedz kto w tych oczach mieszka”, a także wystąpiła na 57. KFPP w Opolu podczas koncertu „Cisza jak ta” poświęconemu Romualdowi Lipce.

## Życie prywatne
Ze związku z Pawłem Jóźwickim ma dwoje dzieci, Stanisława (ur. 2010) i Melanię (ur. 2013).

## Dyskografia

### Albumy studyjne
- Samotność po zmierzchu (2004)
- Kilka historii na ten sam temat (2006)
- W spodniach czy w sukience? (2008)
- Ania Movie (2010)
- Bawię się świetnie (2012)
- Dla naiwnych marzycieli (2016)

### Albumy kompilacyjne
- The Best of (2017)